# ويست ساكرامينتو (كاليفورنيا)
ويست ساكرامينتو (بالإنجليزية: West Sacramento )‏ هي إحدى مدن مقاطعة يولو، كاليفورنيا. تم إعطاءها لقب مدينة في 1 يناير، 1987.

## أعلام
- بيرني لامار